# ヴィオラソナタ (ショスタコーヴィチ)
ヴィオラソナタ 作品147は、ドミートリイ・ショスタコーヴィチの最後の作品。ショスタコーヴィチの弦楽四重奏曲の多くを初演した、ベートーヴェン弦楽四重奏団の第2代ヴィオラ奏者フョードル・ドルジーニンのために作曲された。

## 概要
死の直前に作曲されたこともあり、特に暗い雰囲気を持つ曲である。のみならず、他の曲から音形を引用するなど、より謎めいた雰囲気も持っている。
作曲者の亡くなる4日前である1975年8月5日に最終校訂を完了した。ただし、全曲はそれより2か月ほど前に完成し、初演者のドルジーニンとミハイル・ムンチャンは初演に向けて練習を始めていた。作曲者はドルジーニンに「この作品は晴れ晴れとしたもので、第1楽章は短編小説。第2楽章はスケルツォ、第3楽章はベートーヴェン追悼のオマージュとなるが、あまり惑わされないようにしてくれ。」と前もって電話で内容と構成について話していた。
上述の通り、初演のリハーサル中にショスタコーヴィチが死去。その後のリハーサルでは作曲者と親交が深かったムラヴィンスキーやゲンナジー・ロジェストヴェンスキーらが駆け付け、演奏に対しかなりの意見を述べていたようである。
初演は作曲者の没後約2か月を経て1975年10月1日、レニングラードのグリンカ・ホールにて、フョードル・ドルジーニンのヴィオラ、ミハイル・ムンチャンのピアノにより行われた。ドルジーニンはその時の模様を以下のように述べている。「催眠術のような強い作用を聴衆に及ぼした。ホールで唯一の空席であるドミトリー・ドミトリエノヴィッチの席には花束が置かれ、そこから遠くない場所に、ムラヴィンスキーが、私の妻と並んで座っていた。…ムラヴィンスキーはまるで子供のように、止めどなく涙を流していたが、ソナタが終わりに近づくにつれて、文字どおり慟哭に身を震わせていた。…舞台の上と聴衆の心の中で生じたことは、音楽の範疇を超えていた。われわれが演奏を終えたとき、私は、ソナタの楽譜を頭上に高く掲げた。聴衆の喝采を残らずその作曲者に捧げるために。」

## 曲の構成
ハ長調で3つの楽章から構成される。演奏時間は約30分。
- 第1楽章 Moderato
冒頭ヴィオラ開放弦のピッツィカートから始まる。同様に遺作であるアルバン・ベルクのヴァイオリン協奏曲の冒頭と相似している。さらにピアノとヴィオラが寂しげに爪(つま)弾くように奏でる枯れた楽想は、7年前(1968年)に作曲された自身のヴァイオリンソナタ作品134の第1楽章をも想起させる。
- 第2楽章 Allegretto
自身の未完成のオペラ『賭博師』作品63（1942年）を基にしている[2]。
- 第3楽章 Adagio
ベートーヴェンのピアノソナタ第14番『月光』からの引用と思われる音形が現れ、この楽章を支配する。ショスタコーヴィチの15の交響曲全曲が引用され、15のフレーズがまるで連続的な1つのメロディーかのように奏される箇所がある[3]。静かな長いアダージョである。

## 編成
ヴィオラ、ピアノ

## 編曲
チェリストのダニイル・シャフランがチェロ・ソナタに編曲しており、シャフラン本人のものを含めていくつかの録音がある。シャフランによるものは1977年の録音で、ショスタコーヴィチの没後数年内に編曲が行われたようである。